# Зэвэгийн Дувчин
Зэвэгийн Дувчин (монг. Зэвэгийн Дүвчин; род. 7 февраля 1955, Уверхангай) — монгольский борец вольного стиля, заслуженный мастер спорта, обладатель Кубка мира, серебряный призёр чемпионата мира, чемпион Азиатских игр, участник Олимпийских игр.

## Спортивные достижения
- Всемирные университетские игры 1977 г., София (82 кг) — золото
- Азиатские игры 1982 г., Нью-Дели (82 кг) — золото
- Чемпионат мира 1983 г., Киев (82 кг) — серебро
- Кубок мира 1987 г., Улан-Батор (90 кг) — золото